# 爭鳴
《爭鳴》（Chengming Magazine），是一份总部位于香港的政论杂志，創刊於1977年11月1日，2017年10月1日停刊，总编辑溫煇。《爭鳴》創刊後一年，溫煇又創辦《動向》，這兩份姊妹刊物分別於每月一日及十五日出版；兩刊發表甚多評論專文批判中华人民共和国政府的錯誤內外政策，並發表有關兩岸三地及海外的報道與學者的評析，某些報道受到中华人民共和国政府質疑。《爭鳴》被中國政府認定為“反动刊物”。
早年的《爭鳴》與《動向》均可進入中國大陆，但中共十一届三中全會後，因溫煇對中国大陆的批判（如批鄧小平的《評四個堅持》）導致中国大陆的封殺，從此不能進入大陸。
除兩刊外，溫煇曾於一九八一年與著名報人、上海《文匯報》創辦人、被指為大右派的徐鑄成合作籌辦《爭鳴日報》，中国政府知情後，趁徐自港去滬處理家事回港定居時禁徐出境，使溫煇只能獨力創辦、主管該報。中国政府又採取禁止廠商刊登廣告、制止印刷廠印報、禁止筆桿子寫稿、中斷通訊社供新聞稿等措施，《爭鳴日報》出版一個半月後被迫停刊。
20世纪80年代，《争鸣》曾创下月销八万本的销售成绩；其后虽一度衰落，但在香港开放中国内地游客自由行后，该刊销情曾一度好转；但随着市场萎缩，至停刊前，销量已跌至约一千本。2017年10月1日，《争鸣》与姊妹刊《动向》合刊出版最后一期，结束了近四十年的历史。据苹果日报引消息，两刊突然停刊是由于96歲高齡的創辦人溫煇月前在美國去世，家人不願繼續亏本經營所致。

## 外部連結
- 《爭鳴》月刊網頁